# Гільдбурггаузен
Гільдбурггаузен (нім. Hildburghausen) — місто в Німеччині, розташоване в землі Тюрингія. Районний центр району Гільдбурггаузен.
Площа — 72,94 км2. Населення становить 11 689 ос. (станом на 31 грудня 2021).